# Pierre-Gabriel Marais
Pour les articles homonymes, voir Marais (homonymie).
Pierre-Gabriel Marais, né le 14 octobre 1662 à Laval et mort le 15 septembre 1714 à Kaskaskia (Pays des Illinois), est un prêtre jésuite français, missionnaire au Canada. Il est issu de la Famille Marest.

## Expédition à Fort York
Pierre-Gabriel Marais entre au noviciat des Jésuites de Paris, en octobre 1681 et durant les six années suivantes il enseigne à Vannes. Après quelques années additionnelles d’études à Bourges et à Paris, il est envoyé au Canada et devient aumônier de l'expédition dirigée par Pierre Le Moyne d'Iberville, chargé d'évangéliser la région de la baie d'Hudson.
L'expédition démarre de Québec, le 10 août 1694 à bord de deux frégates; le Poli et la Salamandre. Marais rédige alors un carnet de voyage.
Vers la fin du mois d'août, ils arrivent à la baie d'Hudson, et, le 24 septembre, ils traversent la rivière Nelson. Les Anglais avaient construit le fort York à l'embouchure de la rivière.
Le 13 octobre, les Français sont prêts à bombarder le fort et demandent aux Anglais de se rendre. Le 14, les Anglais, dirigés par Thomas Walsh, présentent une liste de leurs conditions, écrite en latin par le ministre anglais Thomas Anderson. Marais traduit les conditions destinées aux Français, les Anglais se rendent et les Français prennent possession du fort qu'ils rebaptisent fort Bourbon. Marest dit une messe de grâces et bénit le fort.
Pendant l'hiver, les Français, dont le père Marais, sont atteints de scorbut. Marais s'occupe de l'apprentissage de la langue maternelle; il écrit un dictionnaire et traduit les prières et des Dix Commandements.
L'été suivant, en 1695, Iberville retourne en France avec les prisonniers anglais tandis que le p. Marais reste au fort avec la garnison de 80 hommes. En septembre 1696, les navires de la Compagnie de la Baie d'Hudson reprennent le fort. Marais est fait prisonnier, il est envoyé en Angleterre, où il est reste prisonnier pendant quelques mois.

## Pays des Illinois
Peu de temps après avoir été libéré, il revient au Canada, probablement au début de l'année 1697. En 1698, il est affecté à la mission de l'Immaculée Conception dans le pays des Illinois, alors sous domination française. La mission, fondée par le père Jacques Gravier, sert une confédération de tribus dont celles de Kaskaskias, Cahokias, Péorias, Tamarois et Michigameas. C'est le genre d'affectation que Marais espère depuis son arrivée en Amérique du Nord.
Il apprend la langue indigène locale en quelques mois et évangélise les Indiens et obtient le ministère auprès des convertis.
À l'automne 1700, les Kaskaskias, accompagnés des pères Gravier et Marais, commencent à se déplacer vers le sud pour se rapprocher de la protection française. Après quatre jours de marche, ils s'arrêtent à la mission Cahokia où ils entrent en conflit avec le missionnaire local. Après une commission ecclésiastique lié à ce conflit, les pères Gravier et Marais, au printemps 1703, créent le village de Kaskaskia.

## Kaskaskia
La nouvelle communauté est confrontée à différents problèmes liés aux commerçants canadiens ; le père Marais demande alors l'aide de Jean-Baptiste Le Moyne de Bienville, gouverneur de Louisiane, qui envoie un sergent et 12 hommes.
À la suite de son infection causée par une flèche des Peorias, Gravier quitte le pays des Illinois en 1705 pour retourner en France et meurt en 1708. Les relations avec les Peorias restent tendues et la mission est suspendue. En 1711, après avoir entendu que la tribu était repentante, Marais leur rend visite puis part, le 10 avril 1711, accompagné de plusieurs Indiens dans le village Peoria puis continue sa mission auprès des Potéouatamis sur le fleuve Saint-Joseph, où il rencontre son frère Joseph qu'il n'avait pas vu depuis 15 ans. Ils partent ensemble pour Michillimakinac, où Gabriel Marais reste deux mois.
À son retour, il s'arrête de nouveau au village des Peorias, où il est chaleureusement accueilli ; il revient à Kaskaskia le 10 septembre. De là, il écrit un compte rendu détaillé de ses voyages ; Il y indique alors que presque tous les résidents de Kaskaskia sont maintenant chrétiens, et que le village compte beaucoup de Français dont certains ont épousé des indiennes.
Le père Pierre-Gabriel Marais meurt d'une épidémie le 15 septembre 1714 à Kaskaskia, après une maladie de huit jours seulement.
Le père de Rochemonteix mentionne de nombreuses lettres de ce missionnaire.
Son frère Joseph Marais entre aux Jésuites de Paris en 1671, et fait profession en 1687. Il enseigne à Vannes de 1673 à 1676, au collège de La Flèche de 1676 à 1678, à Louis-le-Grand en 1679, puis à Tours de 1680 à 1681. Il étudie la philosophie en 1679, puis la théologie de 1681 à 1685 à Louis-le-Grand, et après sa profession, part pour le Canada. En 1689, il est à Michillimakinac. Les histoires et documents du Canada contiennent de nombreuses lettres du père Joseph Marais, citées ou mentionnées par le père de Rochemonteix.

## Sources
« Pierre-Gabriel Marais », dans Alphonse-Victor Angot et Ferdinand Gaugain, Dictionnaire historique, topographique et biographique de la Mayenne, Laval, A. Goupil, 1900-1910 [détail des éditions] (BNF 34106789, présentation en ligne), t.IV, p.(94.